# Operación Ogro
Operación Ogro és una pel·lícula del director italià Gillo Pontecorvo, estrenada el 1980, basada en el llibre homònim de l'autora Eva Forest.
La pel·lícula narra l'intent de segrest i posterior atemptat que ETA realitzà el 20 de desembre de 1973, en què va morir Luis Carrero Blanco, que haviat estat nomenat president del govern espanyol per Franco mesos abans.
El títol fa referència al nom en clau amb què l'organització ETA va denominar l'acció.
La pel·lícula fou seleccinada oficialment per a la clausura del Festival de Venècia. Fou declarada d'"Especial Qualitat" per la Direcció General de Cinematografía i obtingué el premi "David di Donatello" a la millor direcció.

## Fets reals / Trama
Operación Ogro va ser el nom donat per ETA a l'assassinat de Luis Carrero Blanco, llavors nomenat per Franco com a President del Govern d'Espanya el 1973. Aquest atac va tenir lloc el 20 de desembre 1973.
Un comando d'ETA que utilitzava el nom en clau Txikia (el nom de guerra de l'activista d'ETA Eustakio Mendizabal Benito, mort per la Guàrdia Civil l'abril de 1973) havia llogat un soterrani al carrer Claudio Coello 104 de Madrid, a la ruta que Luis Carrero Blanco solia fer per anar a l'església de San Francisco de Borja.
Durant més de 5 mesos, aquest grup construïa un túnel sota del carrer - dient a l'amo del pis que eren estudiants d'escultura per dissimular el seu propòsit real. El túnel es va omplir amb 80 kg d'explosius que s'havien robat d'un magatzem governamental.
El 20 de desembre de 1973, un comando d'ETA de 3 homes dissimulava mentre els electricistes feien detonar els explosius quan el Dodge Dart de Carrero Blanco passava. L'explosió enviava Luis Carrero Blanco i al seu cotxe 20 metres d'alçada, sobre un edifici de cinc plantes. El cotxe s'estavellava al balcó del segon pis al costat oposat d'una escola dels Jesuites. Luis Carrero Blanco va sobreviure a l'explosió però moriria pocs minuts després. El seu guardaespatlles i conductor van morir a l'instant. Els "electricistes" cridaven als transeünts atordits que hi havia hagut una explosió de gas, i posteriorment s'escapaven en la confusió.

## Repartiment
- Gian Maria Volontè: Izarra
- José Sacristán: Iker
- Ángela Molina: Amaiur
- Eusebio Poncela: Txabi
- Saverio Marconi: Luque
- Georges Staquet: El paleta
- Nicole Garcia: Karmele
- Féodor Atkine: José María Uriarte (àlies Joseba)
- Estanis González
- Agapito Romo: Carrero Blanco
- José Manuel Cervino
- Ana Torrent: noia basca